# Trollkarlens elefant
Trollkarlens elefant (engelska: The Magician's Elephant) är en amerikansk-australisk animerad äventyrsfilm, baserad på Kate DiCamillos bok/roman från 2009, som släpptes för officiell streaming på Netflix, den 17 mars 2023. Filmen är regisserad av Wendy Rogers, samt skriven av Martin Hynes, och producerad av Julia Pistor. Medverkande röstskådespelare i filmen är bland annat Noah Jupe, Mandy Patinkin, Natasia Demetriou, Benedict Wong, Miranda Richardson och Aasif Mandvi.

## Handling
Filmens handling kretsar kring den unge, föräldralöse pojken Peter, som med hjälp av en magisk trollkarlselefant, beger sig ut för att leta efter sin länge försvunna syster Adele.

## Rollista
| Rollfigur               | Originalröst          | Svensk röst             |
| ----------------------- | --------------------- | ----------------------- |
| Peter                   | Noah Jupe             | Adil Backman            |
| Vilna Lutz              | Mandy Patinkin        | Björn Andrésen          |
| Leo Matienne            | Brian Tyree Henry     | John Alexander Eriksson |
| Spåkvinnan/Berättarröst | Natasia Demetriou     | Josefina Hylén          |
| Gloria Matienne         | Sian Clifford         | Annika Herlitz          |
| Trollkarlen             | Benedict Wong         | Bengt Järnblad          |
| Madam LaVaughn          | Miranda Richardson    | Anita Molander          |
| Grevinnan               | Kirby Howell-Baptiste | Yamineth Dyall          |
| Kungen                  | Aasif Mandvi          | Patrik Martinsson       |
| Adele                   | Pixie Davies          | Lea Heed                |
| Syster Marie            | Dawn French           | Anette Belander         |